# Promesas Temporales
Promesas Temporales fue un grupo de rock progresivo ecuatoriano de los años ochenta. Fue uno de los referentes de la música de Ecuador, y uno de los primeros en el género que se llamaría música urbana ecuatoriana, que luego tendría grupos tan representativos como Canela y Umbral.

## Historia
Promesas Temporales se formó en noviembre de 1983, con la idea de hacer una versión local del rock progresivo anglosajón, fusionando el acervo musical popular andino, con el rock y el blues. Hugo Idrovo, músico guayaquileño que habría decidido radicarse en Quito, regresó de Nueva York con esta idea, gracias a la seguridad y experiencia que le habían dado sus viajes. Se juntó a Héctor Napolitano, su amigo de juventud en Guayaquil, y a Álex Alvear, a quien ambos habían conocido gracias a la novia de este. Vivían en el bohemio barrio de Guápulo, en una suerte de comuna hippie, donde compartían todo, sobre todo la creatividad.
El nombre de la agrupación surgió de una canción del propio Idrovo. El resultado fue un proyecto muy interesante, aunque en su momento no fue demasiado tomado en cuenta, al menos por los medios de comunicación, y que sin embargo inspiró a muchos músicos de generaciones posteriores.
En un principio, ellos sostenían que estaban enmarcados en la «canción experimental ecuatoriana», pero bien pronto se dieron cuenta de que no podían enmarcarse en etiquetas. Dieron sus primeros conciertos en el teatro Prometeo de la Casa de la Cultura Ecuatoriana, en enero de 1984. En tiempos de la nueva canción y el folkclor protesta, lo que esperaban los directivos de la CCE era que el grupo fuera por esos rumbos. Por esos días, Quito sería la sede del III Festival Latinoamericano de la Nueva Canción, un maratónico evento que contaría con 220 artistas, entre los que se estaban Silvio Rodríguez, Luis Eduardo Aute, Inti Illimani, Pete Seeger, y el local Pueblo Nuevo; una muestra de que no eran tiempos para la fusión musical en esas tierras. Hugo Idrovo recuerda como anécdota, precisamente:

Nuestro primer concierto con Promesas Temporales causó la ira del entonces presidente de la CCE. El man dejó el Prometeo al grito de «¡Oye, pero si esta pendejada no es folclor!»

A pesar de que la aceptación en estas primeras presentaciones fue muy poca, siguieron dando recitales memorables donde la puesta en escena era muy cuidada. Luego, Idrovo consigue auspicios para grabar el tan esperado acetato del grupo, que saldría a la luz en marzo de 1986. La mayoría de temas pertenecían a esa comuna creativa, sobresaliendo Alvear, Idrovo y Napolitano. El LP incluía también canciones de Juan Carlos González y Eduardo Flores, músicos con los que Idrovo tocó en sus primeros tiempos. De Eduardo Flores quedó la inolvidable canción «Amigo trigo», antes de que emigrara a Alemania a dedicarse a la composición de música contemporánea y electrónica. Este fue, posiblemente, el tema más conocido de la agrupación.
El disco pasó a ser un artículo de colección, de una calidad excepcional para la época. Los arreglos eran también de los tres (Napolitano, Idrovo y Alvear), y la grabación se hizo en el estudio de Gilbert.

## Disolución
Casi 25 años después de la separación del grupo, en el programa El alternador dirigido por el músico Luis Rueda, tanto Hugo Idrovo como Héctor Napolitano contaron los dramáticos motivos que ocasionaron la pronta disolución del grupo e indican que mucho tuvo que ver la situación de represión política que se vivió en esos años bajo el Gobierno de León Febres-Cordero. El grupo de músicos, con su propuesta musical experimental, estilo de vida comunitario y actitud contestataria, llegó a tener conocimiento que eran vigilados por los servicios de inteligencia bajo sospechas de estar vinculados a actividades subversivas y de constar en una lista del Ministerio de Gobierno.

Mucha gente muy allegada a nosotros desapareció o fue asesinada. [...] Ahí vino uno de esos días de julio de 1986, en que Álex Alvear fue secuestrado por un comando. Fue encapuchado, vejado, maltratado, desde la calle Veintimilla y Seis de Diciembre. [...] Lo soltaron a los dos días, y ya al cuarto día estaba en un avión a Estados Unidos. Y con eso acabó Promesas Temporales, porque Álex era irreemplazable.
Hugo Idrovo

Álex Alvear regresó a Ecuador hace unos años y ha tenido nuevos proyectos musicales como: Wañukta Tonic y Mundos. 
Cada cual siguió su propia ruta musical, con reuniones esporádicas. Hugo Idrovo y Hector Napolitano siguieron sacando material musical por separado.
En el año 2006, Radio Hot 106 le otorgó al grupo la Estatuilla de Honor, como «grupo de mayor influencia».

## Miembros
- Hugo Idrovo: guitarra acústica y guitarra española, voz y coros.
- Héctor Napolitano: guitarra eléctrica y guitarra española, voz y coros.
- Álex Alvear: bajo eléctrico, guitarra española, teclados, voz y coros.
- David Gilbert: batería y percusión.
- Dany Cobo: violín, viola y coros.
- Winfried "Chelo" Schael: flauta traversa y coros.

## Discografía

### Promesas temporales(1986)
- Ingeniero de sonido: César Corral
- Fotos de tapa y contratapa: Juan Lorenzo Barragán y Bolo Franco
- Diseño y concepto gráfico: Juan Lorenzo Barragán
- Patrocinador: EmelNorte

Canciones
- «Ñucanchic Apachita», de Álex Alvear
- «Guagua curingui», de Napolitano, Alvear, Celso Fiallo y Fernando Albornoz
- «Escaleras y galerías», de Hugo Idrovo y Álex Alvear
- «Esta historia no es de risa», de Juan Carlos González
- «Amigo trigo», de Eduardo Flores
- «Levanta el brazo», de Hugo Idrovo y Juan Carlos González
- «Una miserable canción de cuna», de Hugo Idrovo
- «La Tierra y las bombas atómicas», de Héctor Napolitano

Reedición
- 1996: Promesas temporales / Arcabuz (CD que contiene también el álbum Arcabuz, de Idrovo, de 1988; la mezcla fue realizada por David Gilbert).